# Список Національних Героїв Вірменії

Орден Вітчизни

Нижче представлений список Національних Героїв Вірменії.
| Дата            | Герой                                     | Коротко про героя                                                                                | Підстава |
| --------------- | ----------------------------------------- | ------------------------------------------------------------------------------------------------ | --- |
| 28 липня 1994   | Вазген I                                  | Католикос усіх вірмен                                                                            | За виняткові заслуги у справі збереження і множення національних та духовних цінностей.                                                                             |
| 11 жовтня 1994  | Амбарцумян Віктор Амазаспович             | Почесний президент Національної академії наук Республіки Вірменії                                | За створення наукових цінностей світового значення, виняткові заслуги в галузі організації науки, громадську діяльність на благо нації.                             |
| 14 жовтня 1994  | Алек Манукян                              | Довічний голова Вірменського загального благодійного союзу                                       | За виняткові заслуги загальнонаціонального значення, багаторічну плідну діяльність на благо нації.                                                                  |
| 20 вересня 1996 | Горгісян Мовсес Геворкович (посмертно)    | Національний діяч, командир загону «Армії незалежності»                                          | За виняткові заслуги загальнонаціонального значення у справі оборони Батьківщини.                                                                                   |
| 20 вересня 1996 | Мікаелян Гегазнік Арменакович (посмертно) | Командир аштаракського ополченського загону                                                      | За виняткові заслуги загальнонаціонального значення у справі оборони Батьківщини.                                                                                   |
| 20 вересня 1996 | Мелконян Монте Чарльзович (посмертно)     | Підполковник, командувач силами самооборони Мартунінського району Нагірно-Карабаської Республіки | За виняткові заслуги загальнонаціонального значення у справі оборони Батьківщини.                                                                                   |
| 20 вересня 1996 | Крпеян Татул Жоржикович (посмертно)       | Командир ополченського загону                                                                    | За виняткові заслуги загальнонаціонального значення у справі оборони Батьківщини.                                                                                   |
| 20 вересня 1996 | Айвазян Вітя Ворошевич (посмертно)        | Азатамартик (воїн-визволитель), депутат Верховної Ради Республіки Вірменії                       | За виняткові заслуги загальнонаціонального значення у справі оборони Батьківщини.                                                                                   |
| 20 вересня 1996 | Абрамян Дживан Завенович (посмертно)      | Капітан, командир батальйону полку особливого призначення                                        | За виняткові заслуги загальнонаціонального значення у справі оборони Батьківщини.                                                                                   |
| 20 вересня 1996 | Погосян Юра Вагаршакович (посмертно)      | Рядовий, командир бойової машини піхоти                                                          | За виняткові заслуги загальнонаціонального значення у справі оборони Батьківщини.                                                                                   |
| 27 грудня 1999  | Демірчян Карен Серобович (посмертно)      | Голова Національних зборів Республіки Вірменії                                                   | За значні заслуги перед Батьківщиною. |
| 27 грудня 1999  | Саргсян Вазген Завенович (посмертно)      | Прем'єр-міністр Республіки Вірменії                                                              | За виняткові заслуги в справі державного будівництва і захисту Батьківщини.                                                                                         |
| 27 травня 2004  | Керк Кркорян                              | Американський мільярдер вірменського походження                                                  | За виняткові заслуги загальнонаціонального характеру, за діяльність, спрямовану на облаштування і процвітання Вірменії.                                             |
| 27 травня 2004  | Шарль Азнавур                             | Видатний французький співак-шансоньє, поет, композитор а також актор вірменського походження     | За виняткові заслуги загальнонаціонального характеру, за діяльність, спрямовану на облаштування і процвітання Вірменії.                                             |
| 5 грудня 2008   | Рижков Микола Іванович                    | Член Ради Федерації Російської Федерації                                                         | За особистий вагомий внесок у справу організації відновлювальних робіт у зоні Спітакського землетрусу, а також за виняткову моральну підтримку вірменському народу. |